# Семёнов, Андрей Валерьевич
Андрей Валерьевич Семёнов (12 апреля 1972, Тюмень) — российский композитор, дирижёр и актёр, член Союза Композиторов России, член Союза Театральных деятелей России, член Гильдии композиторов. Заслуженный артист России (2003).
лауреат премии Правительства Москвы, лауреат премий «Золотая маска», «Золотой Арлекин», «Арлекин». Лауреат нескольких композиторских конкурсов (в том числе Всероссийского конкурса на лучшее духовное сочинение для хора, Международного конкурса на лучшее сочинение для контрабаса в Далласе и других), лауреат премии газеты «Московский комсомолец» «За лучшую мужскую роль сезона 1999–2000», лауреат III фестиваля актёрской песни имени Андрея Миронова (4 разных приза), лауреат IV фестиваля «Поют драматические артисты» в Нижнем Новгороде, лауреат почётной премии Российского авторского общества «За вклад в развитие науки, культуры и искусства» за 2013 год. Лауреат кинопремии «Икар» в номинации «Композитор» (XVII Открытый Российский фестиваль анимационного кино, 2016).

## Биография
В 1987 году окончил с отличием 8 классов средней школы и музыкальную школу имени С. И. Танеева во Владимире по классу фортепиано.
С 1987 — студент теоретического отделения Музыкального училища при Московской консерватории (окончил в 1991 году), затем военнослужащий Советской армии, с 1993 года — студент композиторского факультета Московской Государственной консерватории имени П. И. Чайковского, которую окончил с отличием в 1998 году. В 2000 году окончил там же ассистентуру-стажировку. Учителя Андрея Семёнова — композиторы Геннадий Гладков, Алексей Николаев, Юрий Фортунатов. 
С 1993 года работает заведующим музыкальной частью Московского театра «Эрмитаж». С 2008 по 2012 год — главным дирижёром Московского академического театра Сатиры, с 2015 года — дирижёром Государственного академического театра «Московская оперетта». На протяжении многих лет являлся музыкальным руководителем Фестиваля актёрской песни имени Андрея Миронова, работал концертмейстером в МХАТ имени Горького, актёром в Московском театре «Тень», сотрудничал в качестве дирижёра-постановщика с различными театрами, в том числе с Новосибирским государственным театром оперы и балета, Камерным музыкальным театром республики Адыгея и другими. 
Среди сочинений композитора — десять опер и цикл «27 опер Андрея Семёнова» (маленькие оперы), более 30 мюзиклов и оперетт, две симфонии, оркестровые пьесы, концерты для различных инструментов с оркестром, камерная музыка, сонаты, три струнных квартета, концерт для хора, кантаты, вокальные циклы, песни, музыка более чем к 30 драматическим спектаклям. Музыка Андрея Семёнова постоянно исполняется в концертах, записана на компакт-диски. Им также написаны две книги — «Геннадий Гладков. Книга о весёлом композиторе» и «Практические рекомендации по работе в фольклорной экспедиции».